# Marcellus Emants
Marcellus Emants (Voorburg, 12 augustus 1848 – Baden (Zwitserland), 14 oktober 1923) was een Nederlandse schrijver. Hij is een van de weinige echte vertegenwoordigers van het naturalisme in de Nederlandse letterkunde en wordt gezien als voorloper van de Tachtigers. Zijn bekendste roman is Een nagelaten bekentenis uit 1894.

## Leven en werk
Marcellus was een nazaat van Guilliam Balthasar Emants (1737-1805) uit een geslacht van essayeurs, die tweede essayeur-generaal van de Munten van de Verenigde Nederlanden was, maar zich terugtrok uit deze functie en die van advocaat van het hof van justitie verkoos. Zijn vader was de evenzo genoemde Guilliam Balthasar Emants (1818-1870), rechter arrondissementsrechtbank en lid der provinciale staten Zuid-Holland. Zijn moeder was Anna Elisabeth Petronella Verwey Mejan. Emants geeft gehoor aan de wens van zijn vader en studeert rechten. Hij behaalt goede resultaten, maar zijn hart ligt bij de kunsten. Hij kan aanvankelijk niet kiezen tussen muziek (cello), tekenkunst, toneel en literatuur. Het Leidse studentenmilieu mijdt hij, en met enkele Haagse vrienden vormt hij de literaire kring Quatuor. In hun tijdschrift verschijnen zijn eerste publicaties. Samen met vrienden richtte hij ook een aantal nieuwe tijdschriften op, waaronder De Banier (1875-1880). In 1897 kreeg hij ruzie met de redactie van dit blad over zijn novelle 'Een avontuur'. De redactie was bang om lezers te verliezen onder 'fatsoenlijke dames en bestuurderen van deftige leesgezelschappen'. De novelle vertelt namelijk over een ongetrouwd meisje dat haar hartstocht volgt. Emants besluit zijn novelle toch uit te geven samen met twee andere verhalen onder de titel Drie novellen.
Door de dood van zijn vader wordt hij financieel onafhankelijk. Hij breekt zijn studie af en gaat reizen. In de Alpen blijkt hij zich veel beter te voelen dan in het laagland en hij zal dan ook jaarlijks een bergreis maken. In Spar en hulst, de opvolger van Quatuor, schrijft hij in 1872 een essay Bergkristal van Oberammergau over de Passiespelen die hij had bijgewoond. Zelf is hij verbaasd over de aandacht die het trekt. Hij blijft reizen en ontwikkelt het genre van "reisverhaal dat veel meer is dan een reisverhaal" (Busken Huet).
Emants blijft buiten de stroming van de Tachtigers. Hij deelt hun visie op de autonomie van de kunst, maar voelt zich niet aangetrokken tot hun uitbundige taalgebruik. "Ik heb altijd willen hebben, dat, als ik een boek las, ik zoo min mogelijk
van de woorden merkte." Door Willem Kloos wordt hij desondanks "De Johannes Baptista der moderne literatuur" genoemd.
Emants bewaart een sobere stijl bij een vanuit zijn idealisme beredeneerde pessimistische inhoud. Zijn voorbeelden zijn Émile Zola, Hippolyte Taine en Ivan Toergenjev. Met de laatste twee staat hij in correspondentie.
Emants is vicevoorzitter van de 'Vereniging tot vereenvoudiging van onze spelling', en schrijft de roman Een nagelaten bekentenis "ongeveer volgens Kollewijn". Hij heeft ook zitting in een staatscommissie voor hervorming van de Nederlandse spelling, die echter niet slaagt. Ruim na zijn dood zal minister Marchant deze voorstellen alsnog grotendeels invoeren.
In de jaren van de Eerste Wereldoorlog voelt hij zich in Nederland opgesloten. Als de vrede daar is, treft hij voorbereidingen om zich in Zwitserland te vestigen. Op 2 maart 1920 verlaat hij definitief Den Haag. In Zwitserland verblijft hij beurtelings in hotels, kuuroorden en sanatoria. Vrijwel direct krijgt hij gordelroos, gevolgd door enkele beroertes. Hij sterft in het Grand Hôtel van Baden en wordt op 20 oktober 1923 in Den Haag op de Algemene Begraafplaats ter aarde besteld.

## Familie

Jeugdportret van Emants door M.W. Liernur

Marcellus Emants trouwt in 1873 met Christina Magdalena Prins, een verre nicht, die al in 1875 overlijdt. Hij hertrouwt op 10 juni 1880 met Eva Verniers van der Loef, die in 1887 een roman publiceert onder het pseudoniem Nessuno: Jonkheer Beemsen. In 1900 sterft ze. Op 5 juli 1904 huwt hij met de Duitse actrice Jenny Kühn. Samen krijgen zij een dochter, Eva Clara Jenny, die zich later Lilith noemt, naar het gelijknamige verhalende gedicht van haar vader uit 1879.